# Benzilamina
Benzilamina é o composto químico orgânico aromático com a fórmula C6H5CH2NH2, o que o caracteriza como uma amina. Consiste de uma grupo benzil, C6H5CH2, ligado a um grupo funcional amina. É um isômero da toluidina, com a diferença do grupo amino estar ligado ao metil e não ao anel aromático.
Este líquido incolor é um precursor comum em síntese orgânica.

## Preparação
Benzilamina é preparado por hidrogenação de benzonitrila.

## Aplicações
É usado como uma fonte indireta de amônia, uma vez que após N-alquilação, o grupo benzil pode ser removido por hidrogenólise:
C6H5CH2NH2  +  2 RBr  →   C6H5CH2NR2  +  2 HBr
C6H5CH2NR2  +  H2  →   C6H5CH3  +  R2NH
Normalmente, a base é utilizada no primeiro passo para absorver o HBr (ou ácido relacionado com outros tipos de agentes alquilantes).